# Дівчина, схожа на мене: історія Гвен Араухо
«Дівчина, схожа на мене: історія Гвен Араухо» (англ. A Girl Like Me: The Gwen Araujo Story) — американський телевізійний фільм, сюжет якого заснований на реальній історії короткого життя Ч→Ж транссексуалки Гвен Араухо, яка стала жертвою жорстокого вбивства.

## Сюжет
З хлопчиком Едді Араухо з раннього дитинства було щось не так: йому подобалося приміряти мамині сукні і робити макіяж. Йшли роки, і підліток уже не міг приховувати, що він надто вирізняється від оточуючих людей. Едді відчуває себе жінкою, яка народилася в чоловічому тілі. Нарешті, він змінює своє ім'я на Гвен, починає жити як жінка, але стає об'єктом ненависті і глузувань. Все закінчується жорстокою розправою і загибеллю підлітка. Сцени вбивства і суду над злочинцями чергуються у фільмі з історією життя Гвен Араухо.

## У ролях
- Дж. Д. Пардо — Гвен Араухо
- Мерседес Рул — Сільвія
- Еван Джогиа — Денні Араухо

## Нагороди
Премія «Видатний фільм для телебачення» від GLAAD Media Awards 2007 року.